# ایوان گئورگیان
ایوان کریستاپوری گئورگیان (ارمنی: Իվան Քրիստափորի Գևորգյան؛ انگلیسی: Ivan (Hovannes) Gevorkian؛ ۲۸ مارس ۱۹۰۷ – ۱۹ اکتبر ۱۹۸۹) جراح و استاد اهل ارمنستان بود.

## زندگی‌نامه
از دانشگاه پزشکی دولتی ایروان فارغ‌التحصیل شد. در جریان جنگ جهانی دوم گئورگیان جراح نظام نمود و در سال ۱۹۴۳ به عنوان جراح ارشد بیمارستان نظامی ایروان خدمت نمود. بین سال‌های ۱۹۵۲ تا ۱۹۷۹ میلادی وی رئیس دانشکده جراحی دانشگاه پزشکی دولتی ایروان بود. در سال ۱۹۶۲ به عضویت مکاتبه‌ای فرهنگستان ملی علوم ارمنستان درآمد. دانشمند شایسته ارمنستان شوروی ()، نشان پرچم سرخ کار، نشان ستاره سرخ و نشان پرچم سرخ به وی اعطا گردید.

## یادداشت
1. ↑  Նուբարաշենի գերեզմանատուն
2. ↑  բժշկական գիտությունների դոկտոր